# SAAB J 35 Draken
SAAB J 35 Draken (на шведски – хвърчило или дракон) е шведски реактивен изтребител от периода на Студената война. Той е известен с футуристичния за времето си дизайн. Draken е създаден да замени вече остарелите SAAB 29 и SAAB 32 Lansen. Той е първият свръхзвуков самолет от серията реактивни самолети на SAAB.

## История
В края на 1949 г. започва работа по нов самолет, чиято роля трябва да бъде ефективно опазване на шведското въздушно пространство. Това е периодът на интензивно строене на реактивни самолети, като технологията се развива с бързи темпове в САЩ, СССР и Великобритания. Именно затова Draken е определен като най-важният от серията реактивни самолети на SAAB – той практически полага началото на модерното самолетостроене в Швеция.
В края на 1951 е завършен експериментален самолет – SAAB 210. Той има за цел да провери ефективността на т.нар. двойни делтоидни криле. Неофициалното му прозвище е Lilldraken – малък дракон, тъй като той всъщност е представлявал умален модел на истински Draken. Първият му полет се състои на 21 януари 1952 г. Концепцията се оказва успешна и са поръчани три прототипа в оригинален размер. Първият лети на 25 октомври 1955 г. Вторият прототип извършва първия си полет малко по-късно следващата година. Той е снабден с доизгорител, и по време на изкачването си дори успява непреднамерено да пречупи звуковата бариера.

## Дизайн
Още от създаването си Draken е замислен като машина, способна да каца на импровизирани писти – отличителна черта на всички следващи модели шведски самолети. Зареждането му се осъществява за по-малко от 10 минути, и е по възможностите дори на неопитни войници. Draken използва схемата на т.нар. двойни делтоидни криле – едно по-голямо делтоидно крило, пречупващо се в друго, по-малко. По-малкото, пречупено под ъгъл от 80°, допринася за увеличаването на максималната скорост на самолета, докато по-голямото (пречупено под ъгъл от 60°), спомага за запазване на високата функционалност на малки височини. По-новите модели са снабдени с парашут за намаляване на спирачния път. Двигателят е турбореактивен Svenska Flygmotor RM6B/C с доизгорител и авариен запалител. Съчетанието на особеното разположение на крилете и добрия двигател позволява на Draken да прави остри и бързи завои.

## Служба
Самолетът се оказва достатъчно ефективен, за да остане на служба точно 60 години – последните машини са изведени от експлоатация през 2005 г. Общо четири страни са използвали Draken като основен изтребител – Швеция, Дания, Финландия и Австрия. САЩ са закупили шест самолета за учебни цели, които са били на служба в Датските военновъздушни сили. Дания извежда от експлоатация своите Draken най-рано – през 1993 г. Следват я Швеция (1999), Финландия (2000) и Австрия (2005). Повечето машини са заменени с новия JAS 39 Gripen. В периода 1955 – 1974 са произведени общо 644 самолета.

## Варианти
Saab 210Смален експериментален модел, чието цел е била тестването на концепцията с двойни делтоидни криле.
J 35AТова е най-ранният вариант на самолета. Той се е произвеждал между 1955 и 1961 г. J 35A е изтребител. От него са произведени 90 бройки. След производството на 66-ата машина се налага удължаването на опашката, за да може да бъде поместен нов вид доизгорител. Двете версии са наречени Adam lång („Дългия Адам“) и Adam kort (Късия Адам).
J 35B Този вариант е изтребител, произвеждан между 1962 и 1963 г. Съществените нововъведения при него са подобрени радар и мерник, както и инструменти за съгласуване с шведската противовъздушна отбранителна технология от онова време STRIL-60. Произведени са 73 такива версии, и няколко J 35A се модифицирани в B-верия.
SK 35C Двуместен учебен вариант, при който всички оръжия са премахнати. Общо 25 бройки са създадени чрез модифициране на J 35A с къси опашки.
J 35DИзтребител, произвеждан между 1963 и 1964 г. Това е най-бързата версия, чийто двигател е Volvo Flygmotor RM6C. Произведени са 120 машини от този вариант.
S 35EРазузнавателен самолет, при който радарът и въоръжението са премахнати и са монтирани няколко шпионски камери. Всичките 28 самолета са модифицирани J 35D.
J 35FИзтребител, произвеждан между 1965 и 1972 г. Този вариант има подобрена авионика, компютърни системи и по-разнообразно въоръжение. От него са създадени 230 бройки.
J 35JМодернизирана версия на J 35F с допълнително въоръжение и горивни резервоари.
SAAB 35H Изтребител, който е бил предвиден за износ за Швейцария. Никога не е бил произвеждан, тъй като Швейцария се отказва от поръчката.
SAAB 35XDИзносен вариант за Дания.
SAAB 35XSИзтребител, произвеждан във Финландия по лиценз.
SAAB 35BSИзползвани J 35B, продадени на Финландия.
SAAB 35DSИзползвани J 35D, продадени на Финландия.
SAAB 35CS Използвани SK 35C, продадени на Финландия.
SAAB 35Ö24 изтребителя J 35D, изтеглени от употреба през 80-те години и продадени на Австрия.

## Характеристики (J 35F)

### Основни характеристики
- Екипаж: 1
- Дължина: 15,34 m
- Размах на крилете: 9,32 m
- Височина: 3,9 метра
- Площ на крилете: 49,22 m²
- Бойно тегло: 11 400 kg
- Максимално летателно тегло: 16 000 kg
- Двигател: Volvo Flygmotor RM6B, с тяга 56,5 kN, 78,4 kN с доизгорител

### Технически характеристики
- Максимална скорост: 2 Мах (2120 km/h) на височина 11 000 m
- Максимална дължина на полета без презареждане: 3250 km
- Таван на полета: 20 000 m
- Скорост на изкачване: 175 m/s.

### Въоръжение
- едно 30-милиметрово оръдие М55 с боезапас от 100 патрона.
- четири гнезда за горивни резервоари или ракети „въздух-въздух“
- ракети Rb 24, Rb 27, Rb 28
- 75-милиметрови ракетни установки
- бомби с калибър от 25, 100, 250 и 445 kg
- друго снаряжение с тегло до 2900 kg

## Други самолети от серията
29 – 32 – 35 – 37 – 39

## На въоръжение
- Австрия
  - Военновъздушните сили на Австрия
- Швеция
  - Военновъздушните сили на Швеция
- Дания
  -     - Военновъздушните сили на Дания
- Финландия
  - Военновъздушните сили на Финландия

## Вижте Също
- МиГ-21
- F-102
- F-5
- Mirage 3
- F-1